# Grebo (musique)
Cet article concerne le genre musical. Pour le groupe ethnique, voir Grebo (peuple). Pour la langue, voir Grebo (langue).
Grebo est un terme lancé par le groupe Pop Will Eat Itself, représentatif d'un mouvement au Royaume-Uni largement popularisé dans les Midlands à la fin des années 1980 et au début des années 1990.
Des groupes influençables de la scène incluent Pop Will Eat Itself (avec leurs chansons Oh Grebo I Think I Love You et Grebo Guru), The Wonder Stuff, Ned's Atomic Dustbin, et le groupe londonien Carter USM et les groupes de Leicester Crazyhead, The Bomb Party, The Hunters Club, Scum Pups et Gaye Bykers on Acid,,. Le groupe londonien Medicine Factory (plus tard connu sous le nom de Stark) est également actif dans la scène à la fin des années 1980 et au début des années 1990. Le terme est également utilisé pour décrire Jesus Jones, qui se popularisera avec succès au Royaume-Uni et aux États-Unis,. Le style musical des groupes mêle le garage rock, les formes les plus alternatives du rock, la pop, le hip-hop, et l'electronica. Le genre trouve son public dans les racines post-punk du rock gothique.
Le mouvement, bien que de courte durée, se popularisera et inspirera un nombre de groupes. Par extension, le terme est inventé par la presse écrite, un peu comme le punk positif, une scène et un style popularisé par les magazines britanniques indépendants, en particulier le NME et Melody Maker.
Le genre musical a décliné rapidement depuis sa popularité dans les années 1990, donc le genre ne se trouve que dans la scène underground.